# Coo (plaats)
Coo is een dorpje in de Belgische provincie Luik. Het ligt in de gemeente Stavelot aan de Amblève.

## Bezienswaardigheden

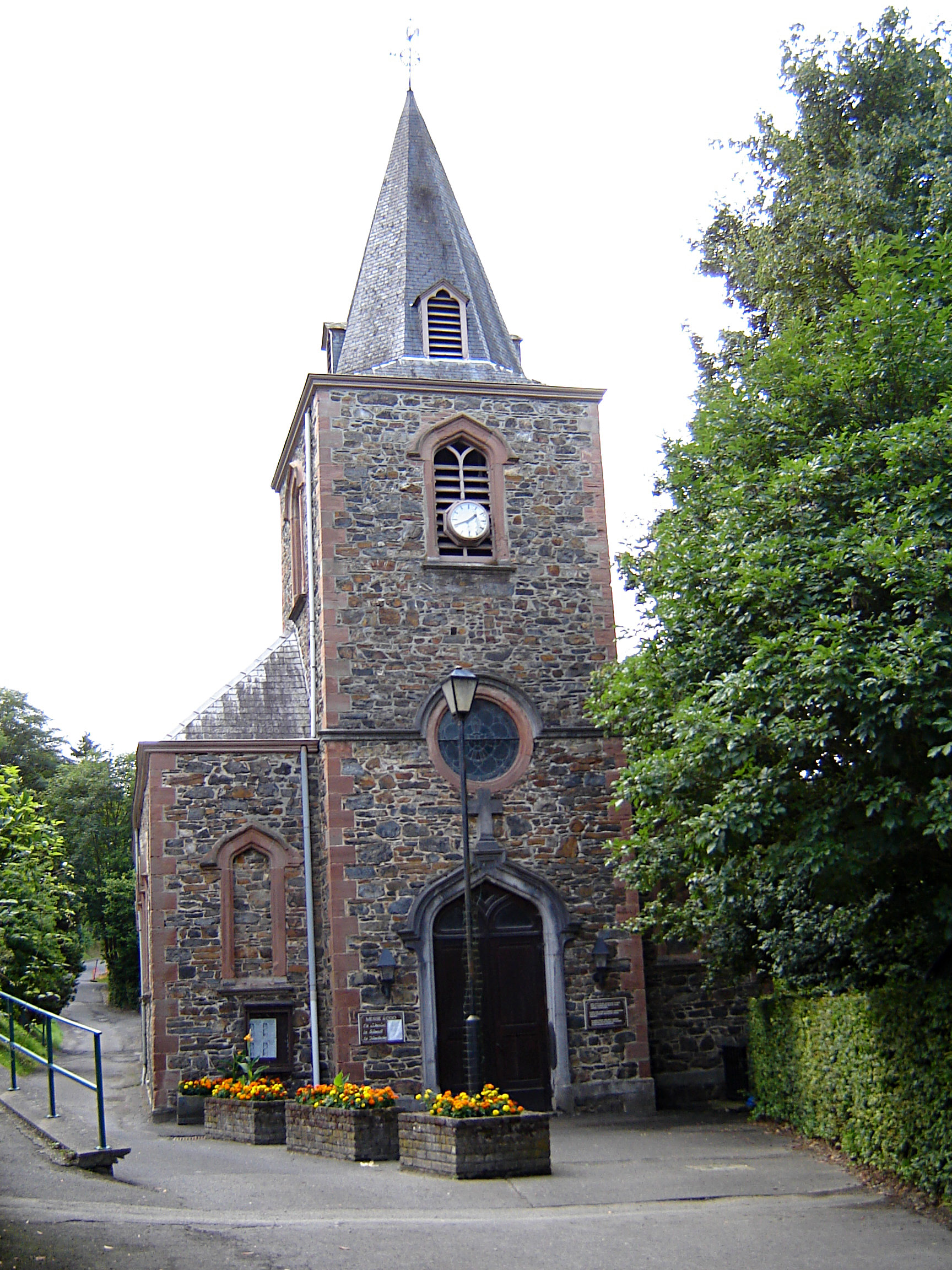
Église Saint-André

- In het midden van de 18e eeuw ontstond er door het afsnijden van een meander een dubbele waterval (15 meter hoogte), de Watervallen van Coo.
- Bij de watervallen werd het attractiepark Télécoo gebouwd dat van toeristische attracties in de provincie Luik het meeste bezoekers trekt. Het werd opgekocht door Studio 100, en volledig opgeknapt en hernoemd in Plopsa Coo, tegenwoordig Plopsaland Ardennes.
- In 1967 werd begonnen aan de bouw van de spaarbekkencentrale van Coo-Trois-Ponts, die in 1979 is voltooid. In de verlaten meander werden twee stuwdammen gebouwd waardoor een kunstmatig meer van maximaal 71 ha ontstond.

## Transport
Coo heeft een eigen treinstation, gelegen aan Spoorlijn 42 (Rivage-Gouvy). Station Coo.
Deelgemeenten: Francorchamps · Stavelot

Overige kernen: Amermont · Baronheid · Beaumont · Challes · Cheneux · Coo · Cronchamps · Fourir · Francheville · Froidville · Hockay · Houvegné · Lodomez · Masta · Meiz · Neuville · Parfondruy · Refat · Renardmont · Rivage · Somagne · Ster · Vaulx-Richard · Wavreumont

Belgische gemeenten · arrondissement Verviers · provincie Luik · Wallonië